# Koninklijke HandboogSport Nederland
Koninklijke HandboogSport Nederland (KHSN) is opgericht op 5 maart 1922 en stelt zich ten doel het laten beoefenen en bevorderen van de handboogsport in al haar verschijningsvormen in Nederland. Ze zet zich in haar hoedanigheid als overkoepelende sportbond in voor zowel de topsport als de breedtesport binnen de handboogwereld. KHSN is aangesloten bij NOC*NSF, wereldbond World Archery en IFAA en Europese bond World Archery Europe.
Boogschieten is een sport waarbij pijlen worden weggeschoten naar een doel met behulp van een boog. In de oudheid was de boog een jacht- en oorlogswapen, maar tegenwoordig is boogschieten vooral een concentratiesport. KHSN telt zes disciplines: doelschieten, de velddiscipline, het 3D-schieten, Run Archery, 25m1pijl, indoor en outdoor.. Er kan geschoten worden in de divisies compound, recurve, barebow en traditioneel. Ook voor andere vormen van handboogschieten staat de Bond open.
In Nederland zijn er meerdere kampioenschappen georganiseerd, zoals de WK in Amersfoort (1967) en ‘s-Hertogenbosch (2019), de EFAC in Doorwerth (2019) en de EK in Amsterdam (2012). In 2023 zijn de EK parahandboogschieten in Rotterdam als onderdeel van de European Para Championships.

## Structuur
KHSN bestaat uit een centraal bondsbestuur. Daaronder vallen de vier rayons in Nederland. Ieder rayon is daarnaast weer onderverdeeld in vier regio's. Het KHSN-hoofdkantoor is gevestigd op Sportcentrum Papendal.

## Organisatie
Het bondsbestuur bestaat uit voorzitter Lex Roolvink, Bestuurslid financieel beleid - penningmeester Rob Boumans, Bestuurslid Leden & verenigingen - secretaris Henk Miltenburg, Bestuurslid Wedstrijdsport & Marketing Bas van den Berg, Bestuurslid Ontwikkeling & innovatie Jeroen Faro, Bestuurslid Topsport & Talentontwikkeling & Opleidingen Honzik Pavel en Algemeen Directeur Arnoud Strijbis.
De technische staf bestaat uit hoofdcoach Jacqueline van Rozendaal, bondscoach Peter Elzinga en bondscoach Marcel van Apeldoorn.

## Geschiedenis
Op 5 maart 1922 werd de Algemene Nederlandse Bond van Handboogschutterijen (ANBvH) opgericht. Sinds 1973 is de naam Nederlandse Handboog Bond (NHB) in gebruik genomen voor de bond die zich ten doel stelt de handboogsport te laten beoefenen en bevorderen in al haar verschijningsvormen in Nederland. NHB ontving in 2023 het predicaat Koninklijk.
In het honderdjarig bestaan zijn er vele hoogtepunten te noemen voor de Nederlandse handboogsport. Zo zijn daar de Olympische medailles voor Wietse van Alten op de Spelen in Sydney (2000) en de zilveren medaille voor het duo Gabriela Schloesser en Steve Wijler op de Spelen in Tokyo (2021). Ook heeft de Nederlandse handboogsport meerdere wereld- en Europese kampioenen afgeleverd in verschillende disciplines. Verder heeft Nederland op dit moment met Mike Schloesser de leider op de wereldranglijst voor de compounddiscipline, waar Nederland in het verleden ook meerdere malen aan de top van de wereldranglijst stond.
In juni 2023 werd de naam gewijzigd in Koninklijke HandboogSport Nederland.

## Ledenaantallen
Hieronder de ontwikkeling van het ledenaantal en het aantal verenigingen:
| Jaar | Ledenaantal | Verenigingen |
| ---- | ----------- | ------------ |
| 2022 | 9.502       | 221          |
| 2021 | 9.015       | 220          |
| 2020 | 9.358       | 221          |
| 2019 | 10.292      | 223          |
| 2018 | 10.243      | 225          |
| 2017 | 10.243      | 227          |
| 2016 | 10.556      | 228          |
| 2015 | 10.441      | 224          |
| 2014 | 10.182      | 230          |
| 2013 | 9.531       | 234          |
| 2012 | 9.174       | 234          |
| 2011 | 9.133       | 237          |
| 2010 | 9.484       | 241          |
| 2009 | 10.176      | 241          |
| 2008 | 10.071      | 245          |
| 2007 | 9.488       | 248          |
| 2006 | 9.419       | 250          |
| 2005 | 8.649       | 250          |
| 2004 | 9.160       | 253          |
| 2003 | 8.939       | 254          |
| 2002 | 8.772       | 260          |
| 2001 | 8.787       | 259          |
| 1999 | 8.303       | 269          |
| 1996 | 8.093       | 273          |
| 1993 | 7.076       |              |
| 1990 | 6.901       |              |
| 1987 | 6.200       |              |
| 1984 | 6.321       |              |
| 1981 | 6.572       |              |
| 1978 | 6.100       |              |